# Joaquín Guzmán Loera
Joaquín Guzmán Loera (Badiraguato, 4 april 1957), beter bekend als El Chapo, is een Mexicaanse drugsbaron. Hij geldt als hoofd van het Sinaloakartel, oftewel de Confederatie.
Guzmán begon zijn criminele carrière in de jaren 80 aan de zijde van Miguel Ángel "El Padrino" Félix Gallardo, destijds Mexico's voornaamste drugsbaron. Nadat Félix Gallardo was gearresteerd, startte Guzmán zijn eigen drugskartel.
In 2017 werd Guzmán door Mexico uitgeleverd aan de Verenigde Staten, waar hij in 2019 een gevangenisstraf van levenslang plus 30 jaar kreeg opgelegd vanwege zijn drugsgerelateerde activiteiten.

## Arrestaties en ontsnappingen
In 1991 werd hij gearresteerd, maar door het betalen van 50.000 Amerikaanse dollar aan een politiecommissaris wist hij vrij te komen. Hij heeft ook eens een politiebeambte in Jalisco een miljoen dollar en vijf auto's geschonken in ruil voor het ongehinderd kunnen laten landen van een aantal met drugs volgeladen vliegtuigen. Ook is hij bekend door het graven van tunnels bij Douglas in Arizona, onder de grens met de Verenigde Staten.
In mei 1993 poogden leden van het Tijuanakartel van Ramón Arellano Félix, de aartsvijand van de Confederatie, El Chapo te liquideren op de parkeerplaats van het vliegveld van Guadalajara. Deze aanslag mislukte: de moordenaars van het Tijuanakartel verwarden El Chapo (volgens de officiële lezing) met kardinaal Juan Jesús Posadas Ocampo, die dat met zijn leven betaalde. Na deze aanslag probeerde El Chapo te vluchten naar Guatemala, maar hij werd bij de grens herkend en gearresteerd. Desalniettemin bleef hij vanuit de gevangenis over zijn kartel de scepter zwaaien en hield hij er een luxueuze levensstijl op na. Enkele dagen voordat hij zou worden uitgeleverd aan de Verenigde Staten ontsnapte hij. Hij verschool zich in een wasmand, nadat hij een groot aantal bewakers had omgekocht.
In 2004 en 2005 kreeg de Mexicaanse politie hem op een haar na te pakken; in beide gevallen wist hij op het laatste moment te ontsnappen, hoewel de politie wel enkele familieleden wist op te pakken. Onder zijn leiding groeide het beruchte Sinaloakartel uit tot het belangrijkste drugskartel van Mexico, met een wereldwijd netwerk dat tot in de Verenigde Staten, Europa en Australië reikt. Hij wordt verantwoordelijk gehouden voor het extreme drugsgeweld dat de steden Nuevo Laredo, Reynosa en Matamoros plaagt. De Drug Enforcement Administration (DEA) loofde 5 miljoen dollar uit voor informatie die tot zijn arrestatie zou leiden.
In 2009 verscheen El Chapo op de lijst van rijkste mensen ter wereld van Forbes op de 701e plaats met een fortuin van een miljard dollar. 
Op 22 februari 2014 werd Guzmán in de badplaats Mazatlán aan de westkust van Mexico gearresteerd door een samenwerking tussen de Amerikaanse en de Mexicaanse overheid. De Verenigde Staten vroegen om zijn uitlevering.
Op 11 juli 2015 ontsnapte Guzmán uit de Altiplano-gevangenis in Almoloya de Juárez in Mexico via een 10 meter diepe en 1,5 kilometer lange tunnel die door handlangers was gegraven en uitkwam onder de douche van Guzmáns cel. De tunnel eindigde in een pand in aanbouw en was voorzien van trappen en een ventilatiesysteem. 

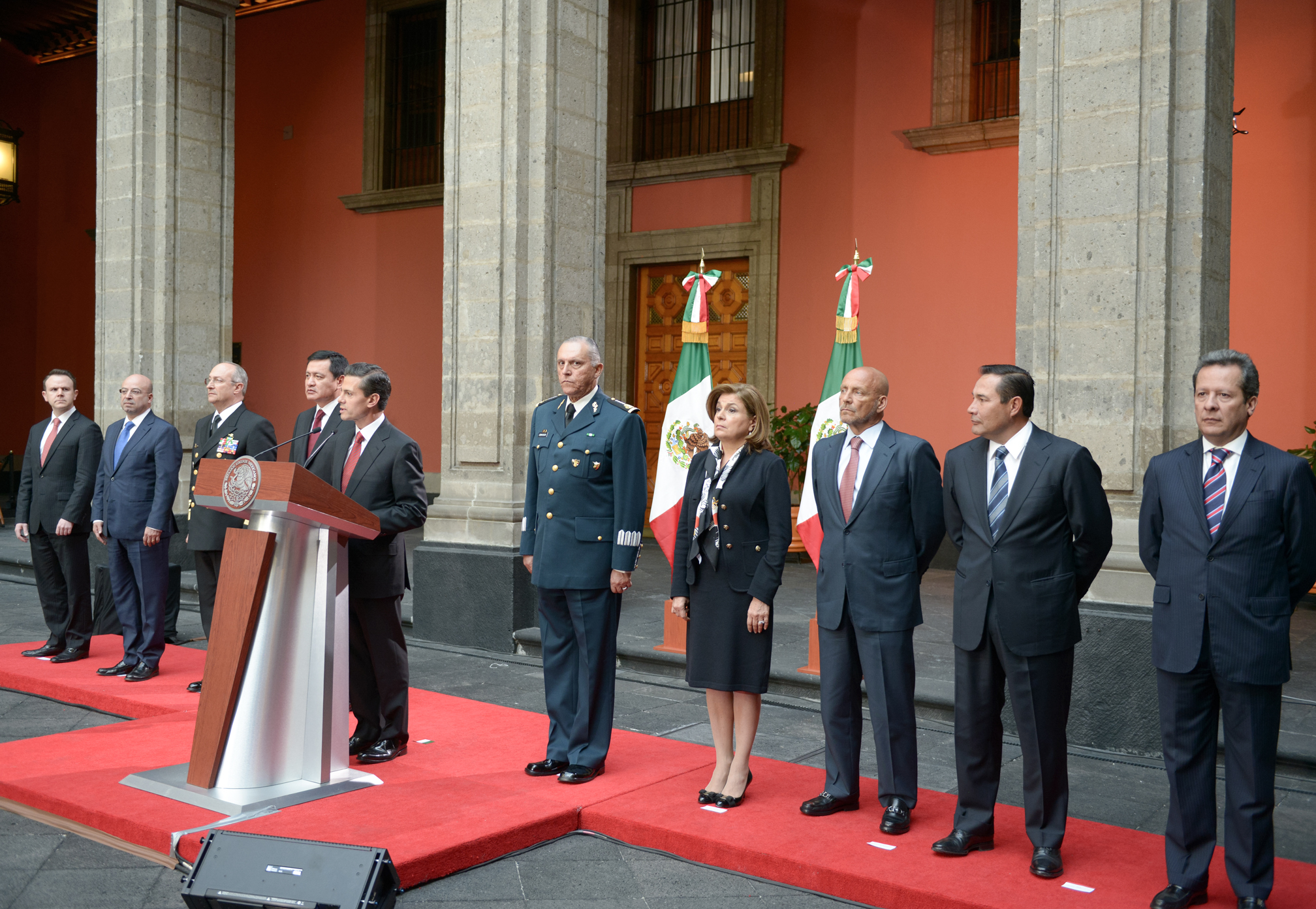
8 januari 2016, president Enrique Peña Nieto houdt een persconferentie in het Nationaal Paleis, waarin hij de aanhouding van Guzmán bekendmaakt.

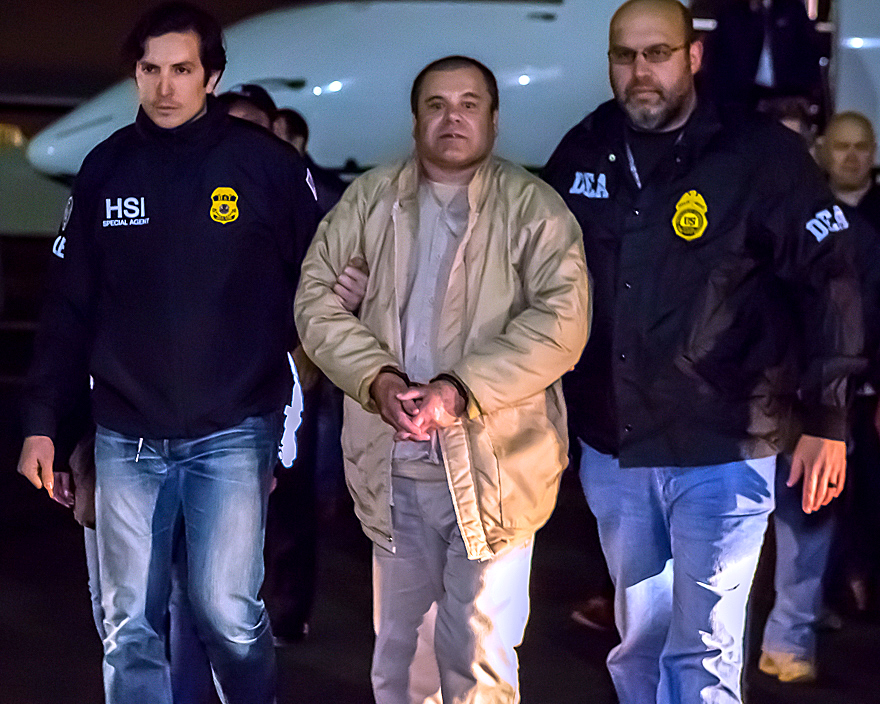
El Chapo wordt overgedragen, 19 januari 2017.

Op 8 januari 2016 werd Guzmán na een schietpartij in de stad Los Mochis, in zijn thuisstaat Sinaloa opgepakt. Vijf mensen zijn daarbij omgekomen en een Mexicaanse legerofficier raakte gewond. De drugsbaas vluchtte via een riool. Mariniers konden hem arresteren toen hij in een auto probeerde weg te rijden. Vanuit Los Mochis werd Guzmán per legerhelikopter naar de extra beveiligde gevangenis Altiplano overgebracht.
De Mexicaanse justitie was Guzmán op het spoor gekomen omdat diens medewerkers contact hadden gezocht met acteurs en producenten over de verfilming van diens leven. Zo had Guzmán op een geheime locatie in de jungle een uitgebreid interview gegeven aan de acteur Sean Penn voor het blad Rolling Stone.
Op 5 mei 2016 werd Guzmán van de Altiplano-gevangenis overgebracht naar een gevangenis in Ciudad Juárez, aan de grens met de Verenigde Staten.
Op 9 mei 2016 gaf een Mexicaanse rechter toestemming om Guzmán aan de VS uit te leveren. Op 20 mei stemde ook het ministerie van Buitenlandse Zaken hiermee in, nadat het van de VS de garantie had gekregen dat tegen de verdachte niet de doodstraf zou worden geëist. In oktober van dat jaar liet de Mexicaanse regering weten Guzmán in januari of februari 2017 uit te willen leveren. Zijn advocaten kondigden aan alles in het werk te zullen stellen om dit te voorkomen. Dit lukte niet. 
Mexico leverde Guzmán op 19 januari 2017 uit aan de Verenigde Staten. Daar werd hij in afwachting van zijn proces opgesloten in het Metropolitan Correctional Center in Lower Manhattan (New York). Het proces in New York begon met de juryselectie op 5 november 2018, gevolgd door pleidooien van 13 november 2018 tot 31 januari 2019. De rechtbank verklaarde Guzmán schuldig op 12 februari 2019. De strafmaat van levenslang plus 30 jaar, samen met de inbeslagname van 12,6 miljard dollar werd bepaald op 17 juli 2019.  Op 19 juli 2019 werd Guzmán voor zijn gevangenisstraf overgebracht naar ADX Florence in Fremont County (Colorado).

## Verfilming
El Chapo is een Amerikaanse biografische en deels fictieve misdaadserie over het leven van Joaquín "El Chapo" Guzmán, mede geproduceerd door Netflix en Univision. 
Daarnaast wordt Guzmán gespeeld door Alejandro Edda in de Netflixserie Narcos: Mexico.